# Gårsken
Gårsken är en sjö i Gislaveds kommun i Småland och ingår i Nissans huvudavrinningsområde. Sjön är 7 meter djup, har en yta på 0,18 kvadratkilometer och är belägen 168,2 meter över havet. Vid provfiske har abborre fångats i sjön.

## Delavrinningsområde
Gårsken ingår i det delavrinningsområde (632856-136421) som SMHI kallar för Inloppet i Jällunden. Avrinningsområdets medelhöjd är 177 meter över havet och ytan är 7,62 kvadratkilometer. Det finns ett delavrinningsområde uppströms, och räknas det in blir den ackumulerade arean 12,59 kvadratkilometer. Färgån (Gussboån) som avvattnar avrinningsområdet har biflödesordning 2, vilket innebär att vattnet flödar genom totalt 2 vattendrag innan det når havet efter 84 kilometer. Delavrinningsområdet består mestadels av skog (80 procent). Avrinningsområdet har 0,63 kvadratkilometer vattenytor vilket ger det en sjöprocent på 8,2 procent.